# Tsuchiura, Ibaraki
Tsuchiura (土浦市 Tsuchiura-shi) là một thành phố thuộc tỉnh Ibaraki, Nhật Bản.